# ديميتري ميخايلوف
ديميتري ميخايلوف (بالروسية: Михайлов, Дмитрий Валерьевич)‏ هو لاعب كرة قدم ومدرب كرة قدم روسي في مركز حراسة المرمى، ولد في 28 مارس 1976 في جمهورية قيرغيزستان الاشتراكية السوفيتية. لعب مع زينيت سانت بطرسبرغ ونادي أكاديمية تولياتي لكرة القدم.